# Lista över lantbruksmöten i Sverige
De första lantbruksmötena i Sverige skedde på distrikts- eller länsnivå. Först 1846 hölls det ett möte på nationell nivå, 1:a allmänna svenska lantbruksmötet i Stockholm.

## Nationella lantbruksmöten

### Allmänna svenska lantbruksmöten
Från 1860-talet blev det vanligt att det anordnades industriutställningar i anslutning till lantbruksmötena. Så skedde t.ex. i Karlstad 1862, i Malmö 1881, i Göteborg 1891, i Malmö 1896, i Gävle 1901, i Norrköping 1906, i Örebro 1911, i Göteborg 1923 och i Stockholm 1930.
- 1:a allmänna svenska lantbruksmötet i Stockholm 1846
- 2:a allmänna svenska lantbruksmötet i Stockholm 1847
- 3:e allmänna svenska lantbruksmötet i Norrköping 1848
- 4:e allmänna svenska lantbruksmötet i Malmö 1849
- 5:e allmänna svenska lantbruksmötet i Örebro 1850
- 6:e allmänna svenska lantbruksmötet i Lidköping 1853
- 7:e allmänna svenska lantbruksmötet i Uppsala 1855
- 8:e allmänna svenska lantbruksmötet i Jönköping 1858
- 9:e allmänna svenska lantbruksmötet i Göteborg 1860
- 10:e allmänna svenska lantbruksmötet i Karlstad 1862
- 11:e allmänna svenska lantbruksmötet i Malmö 1865
- 12:e allmänna svenska lantbruksmötet i Stockholm 1868
- 13:e allmänna svenska lantbruksmötet i Göteborg 1871
- 14:e allmänna svenska lantbruksmötet i Norrköping 1876
- 15:e allmänna svenska lantbruksmötet i Malmö 1881
- 16:e allmänna svenska lantbruksmötet i Stockholm 1886
- 17:e allmänna svenska lantbruksmötet i Göteborg 1891 (i anslutning till lantbruksmötet hölls Industriutställningen i Göteborg 1891)
- 18:e allmänna svenska lantbruksmötet i Malmö 1896 (i anslutning till lantbruksmötet hölls Industri- och slöjdutställningen i Malmö 1896)
- 19:e allmänna svenska lantbruksmötet i Gävle 1901 (i anslutning till lantbruksmötet hölls Industri- och slöjdutställningen i Gävle 1901)
- 20:e allmänna svenska lantbruksmötet i Norrköping 1906 (i anslutning till lantbruksmötet hölls Konst- och industriutställningen i Norrköping 1906)
- 21:a allmänna svenska lantbruksmötet i Örebro 1911
- 22:a allmänna svenska lantbruksmötet i Göteborg 1923 (i anslutning till lantbruksmötet hölls Jubileumsutställningen i Göteborg 1923)
- 23:e allmänna svenska lantbruksmötet i Stockholm 1930
- 24:e rikslantbruksmötet i Stockholm-Solvalla 1946
- 25:e rikslantbruksmötet i Jönköping 1959

### Allmänna svenska distriktslantbruksmöten
- 1:e allmänna svenska distriktslantbruksmötet i Axvall 1935
- 2:e allmänna svenska distriktslantbruksmötet i Malmö 1937
- 3:e allmänna svenska distriktslantbruksmötet i Rommehed 1939
- 4:e allmänna svenska distriktslantbruksmötet i Norrköping 1942
- 5:e allmänna svenska distriktslantbruksmötet i Umeå 1944

## Lantbruksmöten på distrikts- eller länsnivå

### Lantbruksmöten i Blekinge län
Lantbruksmötena i Blekinge län arrangerades av Blekinge läns kungliga hushållningssällskap.
- Blekinge läns lantbruksmöte i Ronneby 1862
- Blekinge läns andra Lantbruksmöte i Karlshamn 1865
- Lantbruksmötet i Lyckeby 1878
- Blekinge läns lantbruksmöte i Ronneby 1883
- Blekinge läns lantbruksmöte i Karlskrona 1902
- Blekinge läns lantbruksmöte i Karlskrona 1922
- Lantbruksmötet i Sölvesborg 1945
- Lantbruksmötet i Karlshamn 1954

### Lantbruksmöten i Gotlands län
- Lantbruksmötet i Visby 1904
- Gotlands läns lantbruksmöte i Visby 1928
- Gotlands läns lantbruksmöte i Visby 1955

### Lantbruksmöten i Gävleborgs län
- Gävleborgs läns lantbruksmöte i Järvsö 1865
- Gävleborgs läns lantbruksmöte i Gävle 1882
- Lantbruksmötet i Gävle 1894
- Lantbruksmötet i Gävle 1946

### Lantbruksmöten i Hallands län
Lantbruksmötena i Hallands län arrangerades av Hallands läns hushållningssällskap.
- Hallands läns lantbruksmöte i Halmstad 1886
- Hallands läns lantbruksmöte i Varberg 1893
- Hallands läns lantbruksmöte i Halmstad 1898
- Hallands läns 30:e lantbruksmöte i Varberg 1904
- Hallands läns lantbruksmöte i Halmstad 1912
- Hallands läns jubileumslantbruksmöte i Varberg 1945
- Hallands läns lantbruksmöte å Rossared 1950
- Hallands läns lantbruksmöte å Tönnersa försöksgård 1955

### Lantbruksmöten i Jämtlands län
- Jämtlands läns 23:e lantbruksmöte i Hallen 1889
- Jämtlands läns 27:e lantbruksmöte i Mörsil 1897
- Jämtlands läns 29:e lantbruksmöte i Östersund 1905

### Lantbruksmöten i Jönköpings län
Lantbruksmötena i Jönköpings län arrangerades av Jönköpings läns hushållningssällskap.
- Jönköpings läns lantbruksmöte i Säby 1860
- Lantbruksmötet i Nässjö 1922.

### Lantbruksmöten i Kalmar län
- Lantbruksmötet på Staby 1852
- Lantbruksmötet på Ottenby 1855
- Lantbruksmötet i Oskarshamn 1856
- Lantbruksmötet i Vimmerby 1857
- Lantbruksmötet på Ryssbylund 1858
- Lantbruksmötet i Färjestaden 1859
- Lantbruksmötet på Ishult 1859
- Lantbruksmötet på Vinäs 1860
- Lantbruksmötet på Åserum 1860
- Lantbruksmötet på Vassmolösa 1861
- Lantbruksmötet på Stävlö 1865
- Lantbruksmötet i Västervik 1866
- Lantbruksmötet i Lilla Åby 1869
- Kalmar läns lantbruksmöte i Hultsfred 1877

### Lantbruksmöten i Kalmar läns norra del
Lantbruksmöten arrangerade av Kalmar läns norra hushållningssällskap.
- Kalmar läns norra hushållningssällskaps lantbruksmöte i Västervik 1880
- Lantbruksmötet i Gamleby 1954

### Lantbruksmöten i Kalmar läns södra del
Lantbruksmöten arrangerade av Kalmar läns södra hushållningssällskap.
- Kalmar läns södra hushållningssällskaps lantbruksmöte i Kalmar 1879
- Kalmar läns södra hushållningssällskaps lantbruksmöte i Ebbetorp 1884
- Kalmar läns södra hushållningssällskaps lantbruksmöte i Kalmar 1889
- Kalmar läns södra hushållningssällskaps lantbruksmöte i Kalmar 1913

### Lantbruksmöten i Kopparbergs län
- Lantbruksmötet i Hedemora 1853
- Lantbruksmötet i Vassbo 1854
- Lantbruksmötet i Falun 1859
- Lantbruksmötet på Näsgård 1861
- Lantbruksmötet i Falun 1867
- Lantbruksmötet i Vassbo 1872
- Lantbruksmötet i Mora 1883
- Lantbruksmötet i Lima 1885

### Lantbruksmöten i Kristianstads län
- Lantbruksmötet på Vittskövle 1847

### Lantbruksmöten i Kronobergs län
- Kronobergs läns lantbruksmöte i Växjö 1860
- Kronobergs läns lantbruksmöte i Växjö 1916
- Lantbruksmötet i Växjö 1942

### Lantbruksmöten i Skaraborgs län
- Skaraborgs läns 1:a lantbruksmöte på Stora Halla 1850
- Skaraborgs läns lantbruksmöte i Mariestad 1858
- Skaraborgs läns lantbruksmöte i Falköping 1860
- Skaraborgs läns lantbruksmöte i Hjo 1861
- Skaraborgs läns lantbruksmöte i Skara 1862
- Skaraborgs läns lantbruksmöte i Mariestad 1864
- Skaraborgs läns lantbruksmöte i Lidköping 1865
- Skaraborgs läns lantbruksmöte i Falköping 1867
- Skaraborgs läns 14:e lantbruksmöte i Lidköping 1883
- Skaraborgs läns 15:e lantbruksmöte i Skövde 1885
- Skaraborgs läns 16:e lantbruksmöte i Skara 1888
- Skaraborgs läns 17:e lantbruksmöte i Falköping 1890
- Skaraborgs läns 18:e lantbruksmöte i Mariestad 1893
- Skaraborgs läns 19:e lantbruksmöte i Lidköping 1895
- Skaraborgs läns 20:e lantbruksmöte i Skövde 1901
- Skaraborgs läns 21:a lantbruksmöte i Skara 1905
- Skaraborgs läns 22:a lantbruksmöte i Falköping 1910
- Lantbruksmötet i Tidaholm 1945

### Lantbruksmöten i Skåne
De allmänna skånska lantbruksmötena arrangerades i samarbete mellan Kristianstads läns hushållningssällskap och Malmöhus läns hushållningssällskap. I anslutning till flera av mötena hölls även industriutställningar.
- allmänna skånska lantbruksmötet i Ystad 1852
- 3:e allmänna skånska lantbruksmötet i Ängelholm 1855
- 4:e allmänna skånska lantbruksmötet
- 5:e allmänna skånska lantbruksmötet i Simrishamn 1858
- 6:e allmänna skånska lantbruksmötet i Lund 1859
- 7:e allmänna skånska lantbruksmötet
- 8:e allmänna skånska lantbruksmötet i Malmö 1861
- 9:e allmänna skånska lantbruksmötet i Kristianstad 1862
- 10:e allmänna skånska lantbruksmötet
- 11:e allmänna skånska lantbruksmötet 1866
- 12:e allmänna skånska lantbruksmötet i Ystad 1867
- 13:e allmänna skånska lantbruksmötet i Kristianstad 1870
- 14:e allmänna skånska lantbruksmötet i Malmö 1872
- 15:e allmänna skånska lantbruksmötet i Malmö 1875
- 16:e allmänna skånska lantbruksmötet i Kristianstad 1879
- 17:e allmänna skånska lantbruksmötet i Landskrona 1883
- 18:e allmänna skånska lantbruksmötet i Kristianstad 1889
- 19:e allmänna skånska lantbruksmötet i Ystad 1893
- 20:e allmänna skånska lantbruksmötet i Kristianstad 1899
- 21:a allmänna skånska lantbruksmötet i Helsingborg 1903
- 22:a allmänna skånska lantbruksmötet i Eslöv 1908
- Skånska hushållningssällskapens jubileumslantbruksmöte i Malmö 1914
- 24:e allmänna skånska lantbruksmötet i Lund 1945

### Lantbruksmöten i Södermanlands län
- Södermanlands läns lantbruksmöte i Nyköping 1894
- Södermanlands läns lantbruksmöte i Eskilstuna 1899
- Södermanlands läns 24:e lantbruksmöte i Katrineholm 1904
- Södermanlands läns jubileumslantbruksmöte i Nyköping 1914
- Södermanlands läns lantbruksmöte i Eskilstuna 1939

### Lantbruksmöten i Södermanlands, Västmanlands och Örebro län
- Södermanlands, Västmanlands och Örebro läns 1:a gemensamma lantbruksmöte i Eskilstuna 1878
- Södermanlands, Västmanlands och Örebro läns 2:a gemensamma  lantbruksmöte i Örebro 1883
- Södermanlands, Västmanlands och Örebro läns 3:3 gemensamma  lantbruksmöte i Västerås 1889

### Lantbruksmöten i Uppsala län
- Uppsala läns lantbruksmöte på Sätuna 1844
- Uppsala läns lantbruksmöte på Aske 1845
- Uppsala läns lantbruksmöte på Salsta 1858
- Uppsala läns lantbruksmöte i Enköping 1897
- Uppsala läns lantbruksmöte i Enköping 1903
- Uppsala läns lantbruksmöte i Tierp 1905
- Uppsala läns lantbruksmöte i Uppsala 1915

### Lantbruksmöten i Värmlands län
Lantbruksmötena i Värmlands län arrangerades av Värmlands läns hushållningssällskap.
- Lantbruksmötet i Karlstad 1859
- Lantbruksmötet i Karlstad 1903
- Lantbruksmötet i Karlstad 1929

### Lantbruksmöten i Västernorrlands län
- Lantbruksmötet i Själevad 1861
- Lantbruksmötet i Vivstavarv 1878
- Lantbruksmötet i Härnösand 1879

### Lantbruksmöten i Västmanlands län
- Västmanlands läns 29:e lantbruksmöte i Köping 1885
- Västmanlands läns 30:e lantbruksmöte i Västerås 1894
- Västmanlands läns 31:a lantbruksmöte i Västerås 1908
- Västmanlands läns 32:a lantbruksmöte i Sala 1924

### Lantbruksmöten i Älvsborgs län
- Lantbruksmötet å Osdahl 1854
- Lantbruksmötet i Alingsås 1856
- Lantbruksmötet i Alingsås 1865
- Lantbruksmötet i Borås 1880

### Lantbruksmöten i Älvsborgs läns norra del
- Älvsborgs läns norra hushållningssällskaps lantbruksmöte i Vänersborg 1895

### Lantbruksmöten i Örebro län
Lantbruksmötena i Örebro län arrangerades av Örebro läns kungliga hushållningssällskap.
- Örebro läns 1:a lantbruksmöte vid Hjälmarsnäs 1847
- Örebro läns 2:a lantbruksmöte vid Riseberga 1849
- Örebro läns 3:e lantbruksmöte vid Breven 1851
- Örebro läns 4:e lantbruksmöte vid Frövisdal 1853
- Örebro läns 5:e lantbruksmöte vid Yxe 1854
- Lantbruksmötet vid Margretelund 1855
- Örebro läns lantbruksmöte i Askersund 1858
- Örebro läns lantbruksmöte i Örebro 1899
- Örebro läns lantbruksmöte i Örebro 1928
- Örebro läns lantbruksmöte i Örebro 1953

### Lantbruksmöten i Östergötlands län
- Östergötlands läns lantbruksmöte vid Mariehov 1851
- Östergötlands läns lantbruksmöte vid Finspång 1852
- Östergötlands läns lantbruksmöte vid Norsholm 1859
- Östergötlands läns lantbruksmöte i Norrköping 1863
- Östergötlands läns lantbruksmöte i Vadstena 1865
- Östergötlands läns lantbruksmöte i Linköping 1867
- Östergötlands läns lantbruksmöte i Norrköping 1869
- Östergötlands läns lantbruksmöte i Vadstena 1871
- Östergötlands läns lantbruksmöte i Linköping 1873
- Östergötlands läns lantbruksmöte i Vadstena 1879
- Östergötlands läns lantbruksmöte i Linköping 1883
- Östergötlands läns lantbruksmöte i Norrköping 1889
- Östergötlands läns lantbruksmöte i Vadstena 1893
- Östergötlands läns lantbruksmöte i Linköping 1898
- Östergötlands läns lantbruksmöte i Skänninge 1929
- Lantbruksmötet i Norrköping 1942
- Lantbruksmötet i Motala 1945
- Lantbruksmötet i Motala 1957

### Webbkällor
- Svenska lantbruksmöten 1844–1970. Databas upprättad av Enheten för de Areella Näringarnas Historia (ANH) och biblioteket.
- Bidrag till Sveriges officiella statistik, Kongl. Maj:ts Befallningsafvandes femårsberättelser åren 1861-1865. Blekinge län